# TRAIN SUITE 四季島
TRAIN SUITE 四季島（トランスイート しきしま）は、東日本旅客鉄道（JR東日本）が運行する周遊型寝台列車（クルーズトレイン）。旅のコンセプトは「深遊探訪（しんゆうたんぼう）」。2017年度グッドデザイン・ベスト100を受賞。
本項目では、使用車両である電気・ディーゼル両用（EDC方式）車両のE001形についても扱う。

## 運行開始まで
JR東日本が2013年（平成25年）6月4日に、観光立国推進の一環としてクルーズトレインを新造する計画を発表し、運行開始は2016年（平成28年）春以降を目指すとして、同時に初期イメージ図を公開した。2014年（平成26年）6月3日には、奥山清行がプロデュースを担当した車体の第2次デザイン（完成形とほぼ同じ）が公表され、運行開始予定を2017年（平成29年）春頃に改めた。同年10月7日には、列車名を「TRAIN SUITE 四季島」に決定したことが発表された。列車名の「四季島」は日本の古い国名「敷島」の同音異字であり、美しい四季と伝統を感じながらの旅を連想させ、時間と空間の移り変わりを楽しむ列車であるという想いを込めて命名された。
2015年（平成27年）6月9日のJR東日本の定例社長会見で、上野駅に専用ラウンジを整備することを公表した。また、JR東日本の冨田哲郎社長は「北海道など他社の管内もクルージングすることを考えたい」と述べており、北海道乗り入れについては、北海道新幹線開業による影響から北海道への定期的な運行ができなくなる寝台特急「カシオペア」の後を継ぐ形で、JR北海道とJR東日本間で運行の是非を検討していた。その後、同年12月2日に3泊4日コースにおいて北海道内は登別駅まで乗り入れてから新潟地区を周回するコースと、2泊3日コースに北東北を周回するコースの運行予定ルートが決定となっている。
2016年（平成28年）5月10日、JR東日本は当列車の運行開始日を2017年（平成29年）5月1日に決定したと発表した。なお、2017年（平成29年）5月 - 6月の2ヶ月分の旅行申し込み状況は、初日となる同年5月1日発の3泊4日コースが最高倍率の76倍で、平均倍率は6.6倍となっている。
2016年（平成28年）6月16日、総合車両製作所横浜事業所にてDXスイート車の実物大モックアップが公開され、同年8月24日には川崎重工兵庫工場にて、車内を除き完成した四季島用車両E001形7両のうち、2両が報道陣にお披露目された。
同年9月6日、E001形の1 - 4号車と8 - 10号車の7両が川崎重工兵庫工場を出場し、尾久車両センターへ輸送された。同年9月27日には総合車両製作所横浜事業所から残りの3両が出場し、全車両が出揃った。以降はJR東日本各線で試運転を実施しているほか、同年11月下旬や12月6日・7日など、北海道内での試運転も行われている。
同年12月6日、JR東日本の社長会見において、上野駅の専用ラウンジ・ホーム・駅内サービスの整備概要が発表された（詳細は「当列車における上野駅での対応」の節を参照）。
2017年（平成29年）4月26日、佐藤直紀が作曲した当列車のテーマソングが発表された。
同年5月1日、3泊4日コースで運行を開始し、上野駅13番線ではセレモニーが行われた。

## 使用車両・編成
使用車両は、本列車専用に製作されたE001形で、電動機による動力分散方式（MT比6M4T）の10両編成。電化区間は電車のように架線集電により走行、非電化区間はディーゼル発電機（1・10号車に搭載）により発電した電力で走行するディーゼル・エレクトリック方式気動車の機能を併せ持つ「EDC方式」を採用したことが大きな特徴。走行性能は最高運転速度は110km/h、起動加速度は1.5km/h/s、減速度は3.6km/h/s。お召し列車・団体専用列車に使用されるE655系の設計を変更する形で計画された。
10両全てが尾久車両センターに配置されている。車両の製造は川崎重工業が7両、総合車両製作所が3両を担当した。川崎重工業製の7両が2016年9月15日、総合車両製作所製の3両が2017年2月27日付の新製扱いとなっている。
| TRAIN SUITE 四季島 |              |           |        |        |        |        |        |        |           |              |
| \| 号車 \| 1 \| 2 \| 3 \| 4 \| 5 \| 6 \| 7 \| 8 \| 9 \| 10 \| \| 機器 \| EG CI SIV CP \| ＜ MTr CI \| ＜ CI \| SIV \| \| \| \| ＜ CI \| ＜ MTr CI \| EG CI SIV CP \| \| 設備 \| O \| SA2 \| SA2 \| SA2 \| L \| D \| SSA2 \| SA2 \| SA2 \| O \| \| 形式 \| E001-1 \| E001-2 \| E001-3 \| E001-4 \| E001-5 \| E001-6 \| E001-7 \| E001-8 \| E001-9 \| E001-10 \| \| 定員 \| - \| 6 \| 6 \| 6 \| - \| - \| 4 \| 6 \| 6 \| - \| |              |           |        |        |        |        |        |        |           |              |
| 凡例 EG = ディーゼル発電機 ＜ = パンタグラフ MTr = 主変圧器 CI = 主変換装置 SIV = 補助電源装置（静止型インバータ） CP = 空気圧縮機 SSA2 = デラックススイート個室（1両2室） SA2 = スイート個室（1両3室） = 車椅子対応スイートあり D = ダイニングカー L = ラウンジカー O = 展望車 形式の欄の網掛 ■ = 川崎重工業製（2016年9月15日） ■ = 総合車両製作所製（2017年2月27日）                                                      |              |           |        |        |        |        |        |        |           |              |
| 号車 | 1            | 2         | 3      | 4      | 5      | 6      | 7      | 8      | 9         | 10           |
| 機器 | EG CI SIV CP | ＜ MTr CI | ＜ CI  | SIV    |        |        |        | ＜ CI  | ＜ MTr CI | EG CI SIV CP |
| 設備 | O            | SA2       | SA2    | SA2    | L      | D      | SSA2   | SA2    | SA2       | O            |
| 形式 | E001-1       | E001-2    | E001-3 | E001-4 | E001-5 | E001-6 | E001-7 | E001-8 | E001-9    | E001-10      |
| 定員 | -            | 6         | 6      | 6      | -      | -      | 4      | 6      | 6         | -            |

### 車体
エクステリアデザインは、間取りや窓の形を、景色を愛で、人と語らい、ゆったりと寛ぐことを体験する象徴とし、外観からもそれを予感させるようなデザインとしている。車内のインテリアデザインは、伝統文化を振り返るだけでなく、未来の日本文化をデザインすることをコンセプトとしており、木材・金属・漆・和紙などの日本古来からの伝統的な素材の風合いと性質を、実際の機能やニーズに生かすとともに、それらの組み合わせや色彩の融合により、新たな発見や非日常感を感じさせるデザインとしている。車内の各空間は四季をテーマとしており、先頭車の展望室は春、5号車のラウンジは夏、6号車のダイニングは秋、各車両の個室は冬としている。外観塗装はシャンパンゴールドを基本として四季島向けに特別調合した「四季島ゴールド」とし、展望車の先端部分やラウンジカーの5号車のエントランスドア付近を黒で塗装している。
車両の材質は、1 - 4・8 - 10号車がアルミニウム合金の中空押出型材を使用したダブルスキン構造、5 - 7号車は上下方向の大きな空間を実現するため、二階建てグリーン車と同様の前後台車間を低床としたバスタブ構造のステンレス鋼である。車体長は21,115/20,800mm（先頭車・中間車）、車体幅はE26系客車と同じく2,900mmとし、車内空間を確保するために中間車車体長がE655系などと比較して800mm長くなっている。そのため、台車中心間距離も同じく250mm長くなっており、14150/14400mm（先頭車/中間車）としている。また、北海道などの寒冷地を走行するため、車両は耐寒耐雪仕様としており、車内の静寂性を保つため、床は防音床構造となっている。
先頭車の先頭構体部は前面衝突対策が施されており、前面ガラスはデザインを具現化させるために、3次元曲線ガラスで構成されている。また、運転室は交直流電車関連の機器のほか、EDCシステムに関する機器や海峡線の共用区間の走行に対応する機器などが配置されており、運転室後方にある展望室からの視界を良くするため、前面・側面ガラスのほか、その上部に調光機能を備えた窓ガラスを配置している。
車体側面の側出入口は車体とドアリーフを極力平滑できるとともに、戸袋が不要で車内の室内空間をより広く確保できるように、一旦車体の外側に出た後に横に開く構造の外プラグドアを採用しており、2 - 4・6・8・9号車は片引戸としているが、ラウンジを有する5号車のエントランスドアは両引戸としている。ドアの開閉の際には、オリジナルのドアチャイム（福嶋尚哉作曲）が鳴動する。
空調装置は、2 - 4・7 - 9号車は分散型のAU739形を1両あたり4台屋根上に搭載しており（7号車は車体両端部に各2台設置）、その内の3台は各個室専用とし、残りの1台を通路などの共用部用としている。また、個室専用の空調装置が故障した場合には、共用部用の空調装置のダクトをバイパスさせることで、故障した個室の室内の空調を行うことが可能としている。5・6号車はE233系の二階建てグリーン車と同様のAU729-G2形を車体両端部に搭載しており、先頭車の1･10号車には、セパレート形のAU221形を床上に2台搭載している。このうち、AU739形とAU729-G2形は三菱電機製。
車内の機器配置は、1・10号車に振動や騒音の発生源となるディーゼル発電機や電動空気圧縮機を配置しており、2 - 4・8・9号車は個室と個室との間に、水関係の機器類を配置した機器室を設けている。また、5 - 7号車は、バスタブ構造を生かして、個室や共用部の床下に水・汚水タンクなどの各種タンクや機器を配置しているほか、7号車の車両屋根上の車端部に水タンクを配置している。
1・5・6・10号車以外は全て「四季島スイート」「デラックススイート」「スイート」の2人用の個室が設けられている。共通事項としては、居間の壁面は、通路側を和紙、それ以外の3面をアルミ合金に天然木を薄くスライスした突板を張り付けまたは巻き付けた構造の突板パネルを主体として貼り付け、そこにアクセントとして、漆パネルや叩き仕上げの意匠アルミ板と意匠照明パネルを取付けている。また壁面から天井にかけて、フィーチャーアーチと呼ばれる化粧パネルを連続して配置している。また、窓にはフリーストップ式のロールカーテンを設けており、手が届かない窓には電動式のカーテンを設けている。
個室横の通路は、ラグジュアリーホテルをイメージさせる落ち着いた雰囲気と額縁を思わせる窓が美しい風景を絵画のように演出するデザインとしており、特殊和紙パネルの編み込みで構成した出入口引戸と突板パネルで構成されている。床はフローリングとしており、車端部の壁面には、フィーチャーアーチと呼ばれる化粧パネルを配置している。また、必要な個所に機器室点検扉などを設けている。
そのほかの設備として、個室とトレインクルーまたはトレインクルー同士の音声通話システム「CREW LINE」や車内Wi-Fi環境・個室エンターテイメントやBGM・アテンダント放送などの機能を持つサービスシステムを装備しているほか、運転台には前方カメラとその記録装置、車内の共用部には防犯カメラがそれぞれ取り付けられている。

### 主要機器

#### 電源・制御機器
前述のように「EDC方式」を採用することで電化区間と非電化区間の両方で走行可能となるほか、電気方式は直流1,500 V、交流20 kV・50/60 Hz、交流25 kV・50 Hzの4電源方式に対応した交直流電車で、直流区間では架線の電源を2・3号車および8・9号車の屋根上に搭載されたパンタグラフから各電動車に搭載された主変換装置のVVVFインバータに直接送られるが、交流区間では2・9号車に搭載されたパンタグラフから搭載された主変圧器により降圧された後に各電動車に搭載された主変換装置に送られる方式で、架線の直流・交流電源の切替は屋根上に装備された交直切換器を切替えることで行われる。これにより、北海道新幹線向けに電圧が異なる青函トンネル内を含めたJR東日本・JR北海道のほぼすべての路線で自走が可能となっている。
主回路制御方式は、主変換装置によるVVVFインバータ方式を採用している。IGBT素子による3レベルPWMコンバータ+2レベルVVVFインバータで構成された主変換装置CI25形を、電動車の1・2・3・8・9・10号車に1基ずつ搭載しており、1 - 3号車と8 - 10号車の各3両で1ユニットを構成しており、主変換装置1基で4基の主電動機を制御する1C4M方式を採用している。直流電化区間での列車本数が少ない軽負荷時での回生ブレーキ失効においても、安定した電気ブレーキ力を得られるようにするため、発電ブレーキ制御とフィルタコンデンサーの放電用にブレーキ用抵抗器とその冷却用送風機・ブレーキチョッパ装置1群を装備しており、非電化区間のエンジンモード時においても発電ブレーキを使用可能としている。主回路システムの製作は東芝が担当している。
パンタグラフはPS37C形シングルアーム式を採用し、2・3・8・9号車の屋根上に搭載している。直流電化区間では全てのパンタグラフを使用するが、交流電化区間では2・9号車のパンタグラフのみを使用する。これは、電圧の高い交流区間では電流値が低く集電装置を数を減らせるためと、2・9号車に降圧用の主変圧器が搭載されているためで、交流電化区間では主変圧器を介してユニット内の各電動車に搭載された主変換装置に電力が送られる回路に切り替える。また非電化区間では、エンジンモードでの走行となるため、パンタグラフは収納される。
補機用の電源となる補助電源装置はすべて静止形インバータ（SIV）で、SC115（定格容量260kVA：130kVA2群）を4号車に2基、 SC116（定格容量130kVA）を1・10号車に1基、それぞれ床下に搭載している。補助電源回路の冗長性確保や交流電化区間の交交セクションでの三相電源無停電化のため、130kVA×6台での並列同期運転制御を行っている。補助電源装置の製作は東洋電機製造が担当している。
電動空気圧縮機は、交流440 Vの誘導電動機駆動による吐出量が1,600 ℓ/minの除湿装置付きのMH3130-C1600S3形を1・10号車に床上に搭載している。
主電動機は冷却方式が自己通風式のかご形三相誘導電動機を搭載しており、形式はMT75B。
1･10号車の車体中央部の機関室の床上に搭載されている機関と主発電機（ディーゼル発電機）は主回路と補助電源用で、機関は直噴式V型12気筒ディーゼルエンジンのDML57Z-G形（MTU製12V 4000 R43L）で、主発電機は完全ブラシレス構造の回転界磁形同期発電機のDM114形。また、ディーゼルエンジン用の燃料タンクは床下に搭載されている。
ブレーキ方式は回生ブレーキ併用電気指令式空気ブレーキで、ブレーキ装置を含めた関連機器を、先頭車には冗長性を向上させるため2台、中間車には1台搭載されている。その他に抑速ブレーキ・耐雪ブレーキ・直通予備ブレーキを備えている。
列車情報管理装置（TIMS）は、E233系などに搭載されているものを基本に、CPU性能を向上させたCPU10を採用している。機能面では、E657系に搭載されているものを基本に操作性や機能向上を図っており、エンジンモードでの非電化区間や海峡線での共用走行区間の走行に必要な機能を付加している。
列車保安装置は、ATS-P・ATS-Ps・ATS-DNの機能を統合した統合形ATS車上装置を装備しており、海峡線の共用区間での走行用にDS-ATCとRS-ATCを装備している。

#### 台車
台車は、E531系とE233系で使用されている台車を基本に設計した軸箱支持装置が軸梁式のボルスタレス台車で、電動台車はDT83（先頭車）、DT84（中間車）付随車がTR266（4号車）、TR267（5-7号車）、基礎ブレーキは、電動台車はユニットの踏面片押し式、付随台車はユニットの踏面片押し式と車軸に装備されたディスクブレーキの併用。車体に取付けられた加速度センサーにより、左右の車体の揺れを抑える空気圧式の動揺防止制御装置（フルアクティブサスペンション）、同じく車体に取付けられた加速度センサーにより、空気ばねに平行して取付けたダンパの減衰力を切替えて車体の上下振動を緩和させる油圧式の可変減衰上下動セミアクティブダンパを、2-9号車の台車に装備しており、乗り心地の向上を図っている。ヨーダンパは中間車の2 - 9号車のみの装備となる。
連結器は1・10号車の展望デッキ側には密着自動連結器、車端部側には衝撃吸収緩衝器付きの半永久連結器を装備しており、3号車と4号車・4号車と5号車・7号車と8号車の連結面には密着連結器を装備しているほかは、すべて半永久連結器を装備している。すべて展望デッキ側を除いた車端部に転落防止幌を装備している。

### 車両詳細
各車両ともカタカナの車両記号は付されていない。
展望車（1・10号車：E001-1、10）
屋根部分まで大型の窓を備えた展望車。車両前部は床面を嵩上げしたハイデッカー構造で、先頭形状は正面上部が前方に突出した独特の形状となっている。前照灯・尾灯は前面窓側部ピラーに縦に配置され、テールライトは上部に左右1つずつ、ヘッドライトは下部に左右4つずつ装備している。車両の後方部分にはEDCシステム・ディーゼル発電機を床置き搭載した機械室・補助電源装置・主変換装置・主電動機を搭載している。そのため、連結面寄りの屋根上にはディーゼルエンジン用のラジエーターファンやグリルが装備されており、1号車は64.1t、10号車は63.9tという異例の重さになった。展望室は東日本や北海道の大自然を背景に、車窓の眺めをダイナミックに楽しむ開放感と高揚感にあふれるデザインとしており、運転室との間の仕切りをガラス張りとし、側面に大きな窓を連続的に配置して、側面方向に1人掛けソファー4脚と2人掛けソファー1脚を設けており、床下は苔をイメージしたカーペット敷きとしている。展望室の名称については、「先を予感する」と「何かが起きるワクワク感」の意味を込めて、1号車を「VIEW TERRACE（ヴューテラス）きざし」、10号車を「VIEW TERRACE（ヴューテラス）いぶき」としている。この車両には乗客用の乗降口がないため、乗客の外への出入りは隣の車両から行う。フリースペース車のため定員は0名。
2・3・8・9号車：E001-2、3、8、9
各車両に主変換装置・主電動機を搭載しているほか、屋根上にパンタグラフと交直切換器・交流遮断器などの交直切替や直流・交流の電源方式に対応した関連機器を搭載している、2・9号車には交流電化区間で使用される主変圧器を搭載しており、電化区間走行時には直接パンタグラフ集電で走行できる。8号車には小型の非常口も備え、9号車のみパンタ下に乗降口を備えている。
スイート寝台車（2、3、4、8、9号車）
スイート個室が1両に3室ずつ設置されている。居間・洗面・トイレ・シャワールームで構成されており、通路側には小窓と長窓が多数並び、寝台側には客室用の大窓が3ヵ所ある。室内は、きめ細やかな日本の美意識をモダンな意匠に盛り込み、フラットなフロア構成による穏やかな空間とし、開放感と演出したデザインとしており、大窓の車窓の視認性を考慮した位置に、2つのソファベットをレール方向に配置しており、その反対側には、ライディングディスクのほか、洗面・トイレ・シャワールームが配置されている。床はダイナミックな冬の日本海の一瞬を切り取ったイメージのクルーグレーのカーペット敷きとしてる。定員は全車6名。
4号車：E001-4
一般スイート車唯一の付随車。5号車寄りにバリアフリー対応の部屋を備えており、乗降口横には車椅子マークが付く。また1・10号車と同じく補助電源装置を2台搭載している。
デラックススイート・四季島スイート寝台車（7号車：E001-7）
デラックススイートと四季島スイートを設置した個室車で、メゾネット型の四季島スイートとフラット型のデラックススイートが1室ずつ、計2室設置され、両部屋ともバスタブやトイレを備える。またこの車両には乗降口がなく、乗客の外への出入りは隣の車両から行う。定員4名。
四季島スイート（メゾネット型）
出入口部・階上部・階上部・洗面・トイレ・バスルームで構成されており、8号車寄りに設置されている。この部屋は一部がダブルデッキ構造の部屋となっている。階下部がクローズした空間が安心感をもたらすデザインとした部屋に2つのベッドをレール方向に配置しており、床をダイナミックな冬の日本海の一瞬を切り取ったイメージのクルーグレーのカーペット敷きとした寝室、階上部には国産ブナ無垢材の座卓と座椅子を配置し、床を畳敷きとした掘りごたつ風のスペースとしている。これらの部屋に通じる出入口部の階段を挟んだ反対側に洗面・トイレ・バスルームがあり、バスルームには車両の動揺などで発生する波を抑制する構造が付いた、檜製の浴槽を設けている。また、浴槽は入浴しながら車窓を見られるように、真横に大形窓を配置しており、その室内側に雪見障子を取付けている。当列車の客室では最も高額で「四季島スイート」という名称が付けられている。
デラックススイート（フラット型）
出入口部・居間・洗面・トイレ・バスルームで構成されており、6号車寄りに設置されている。表情豊かで、上質な空間を演出するデザインとしており、バスタブ構造による2階建て分の容積に一階部屋のみ備えたことにより、圧倒的な高い天井による開放感が特徴である。居間には大窓寄りにベット、通路寄りにソファベッドをレール方向に配置しており、出入口部を挟んだ反対側には、洗面・トイレ・バスルームがある。バスルームには四季島スイートと同じく、真横に室内側に雪見障子を取付けた大形窓を配置した檜製の浴槽を設けている。また、居間と出入口部の間には、意匠照明を有する階段を設けるとともに、水蒸気により、炎を演出するタイプの暖炉風オブジェを象徴的に配置している。当列車では2番目に高額な客室となっている
ラウンジカー（5号車：E001-5）
バスタブ構造による2階建て分の容積を確保しており、それにより室内高さを高くして開放感が出るようになっている。名称は「LOUNGE こもれび」としている。空間の限られた列車の中で、人と集い語りあうオープンなパブリックスペースと樹木を思わせる曲線が談笑する人々を優しく包み込むデザインとするため、天井を高くし、窓の窓の形状や内張の凸凹などに有機的な曲線を多用するとともに樹木を連想させるディスプレイ4本を配置している。
また、車両中央の黒色部分には大型の両開き外ブラグドアのエントランスドアを設けているが、車両の両側面の1 - 3位と2 - 4位でレール方向にずらして配置している。エントランスには、正面に石の門柱と水蒸気により、炎を演出するタイプの暖炉風オブジェを象徴的に配置しており、1 - 3位側のドアの正面に電子ピアノを配置している。また、2人掛けのテーブル9台をラウンジの広いスペースに分散的に配置して、そこに椅子を18脚を配置しているほか、6号車寄りにはバーカウンターを設けている。フリースペース車のため定員は0名。
ダイニングカー（6号車：E001-6）
ダイニングカー（食堂車）、名称は「DINING しきしま」としている。流れる車窓を見ながら、土地の旬を食し、この旅をともにする人達と語らう、そんな時間と空間が豊に混じり合う豊潤な時間をゆったりとしたスペースで感じてもらうため、和のテイストを取り入れ、五感を心地よく刺激する「ハレ」空間を演出するデザインとしており、大きな窓を複数配置して、5号車寄りに配置しているダイニングスペースを高床構造にしている。室内の壁面は突板パネルや銀箔風の内装材など和のテイストを有する素材を主体としており、床は大理石としている。天井にはLED照明や有機EL照明を使用したシャンデリアが配置しており、天井から側面にかけての内張りに意匠照明を配置している。テーブルは2人用のもの（正方形と半円形）を大きな窓に合わせて9台配置しており、そこに曲木加工を施した国産ブナ無垢材の椅子を18脚配置している。厨房は7号車寄りに配置されており、壁面をステンレスヘアライン仕上げとした各種厨房機器が配置されており、高床構造のダイニングスペースの床下には、食材保管用の冷凍冷蔵庫などを設置している。フリースペース車のため定員は0名。

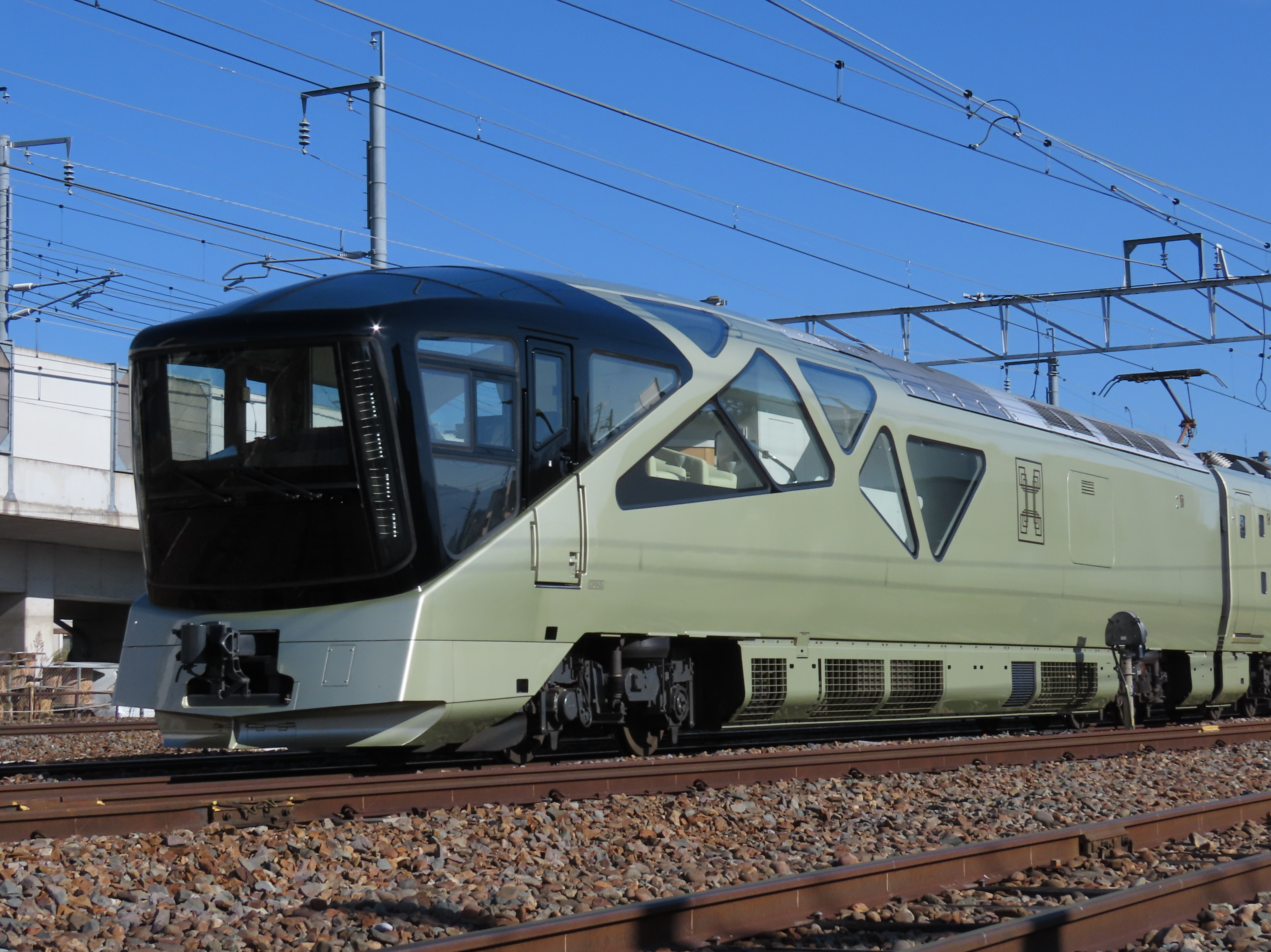
E001-10
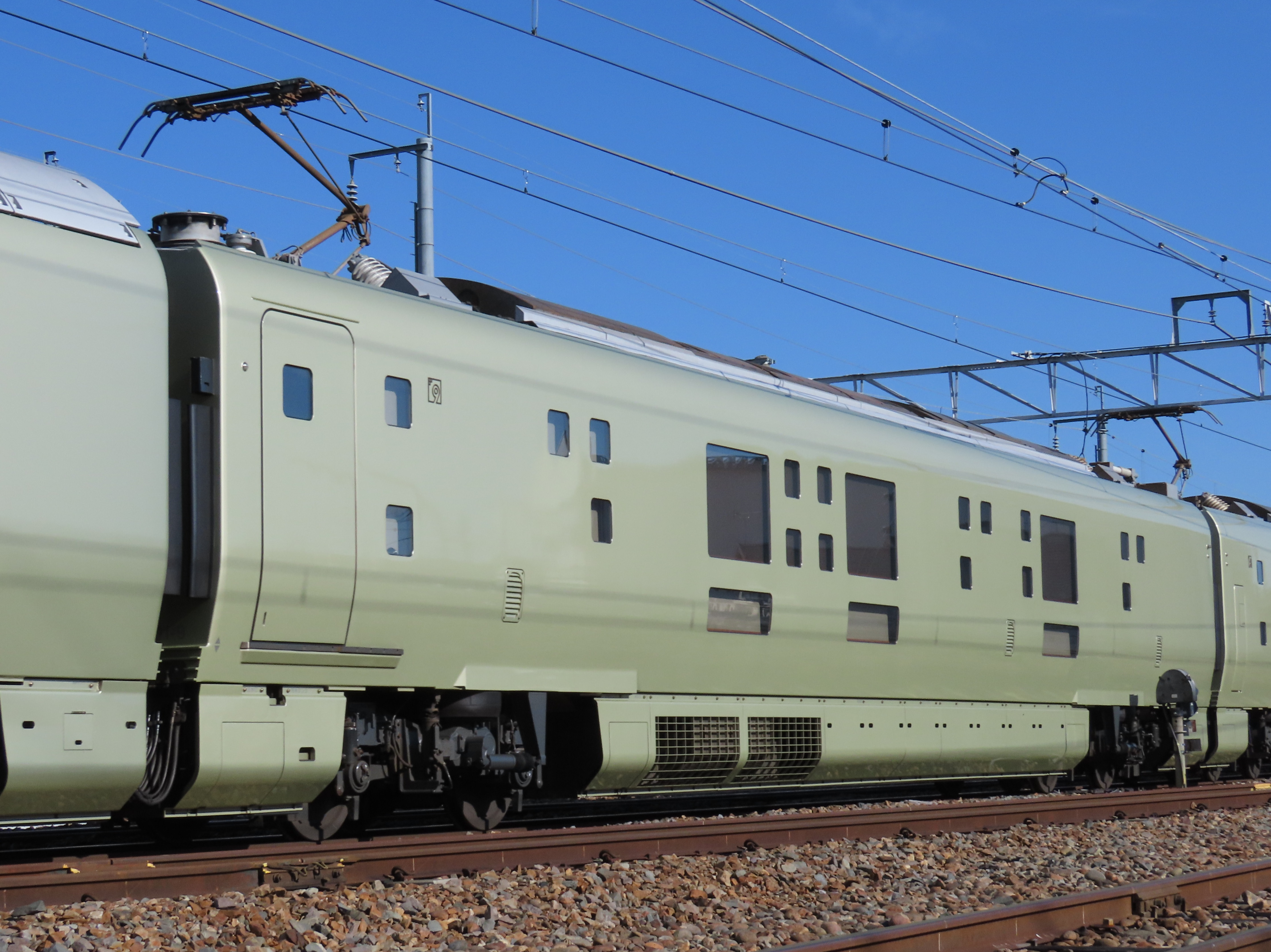
E001-9
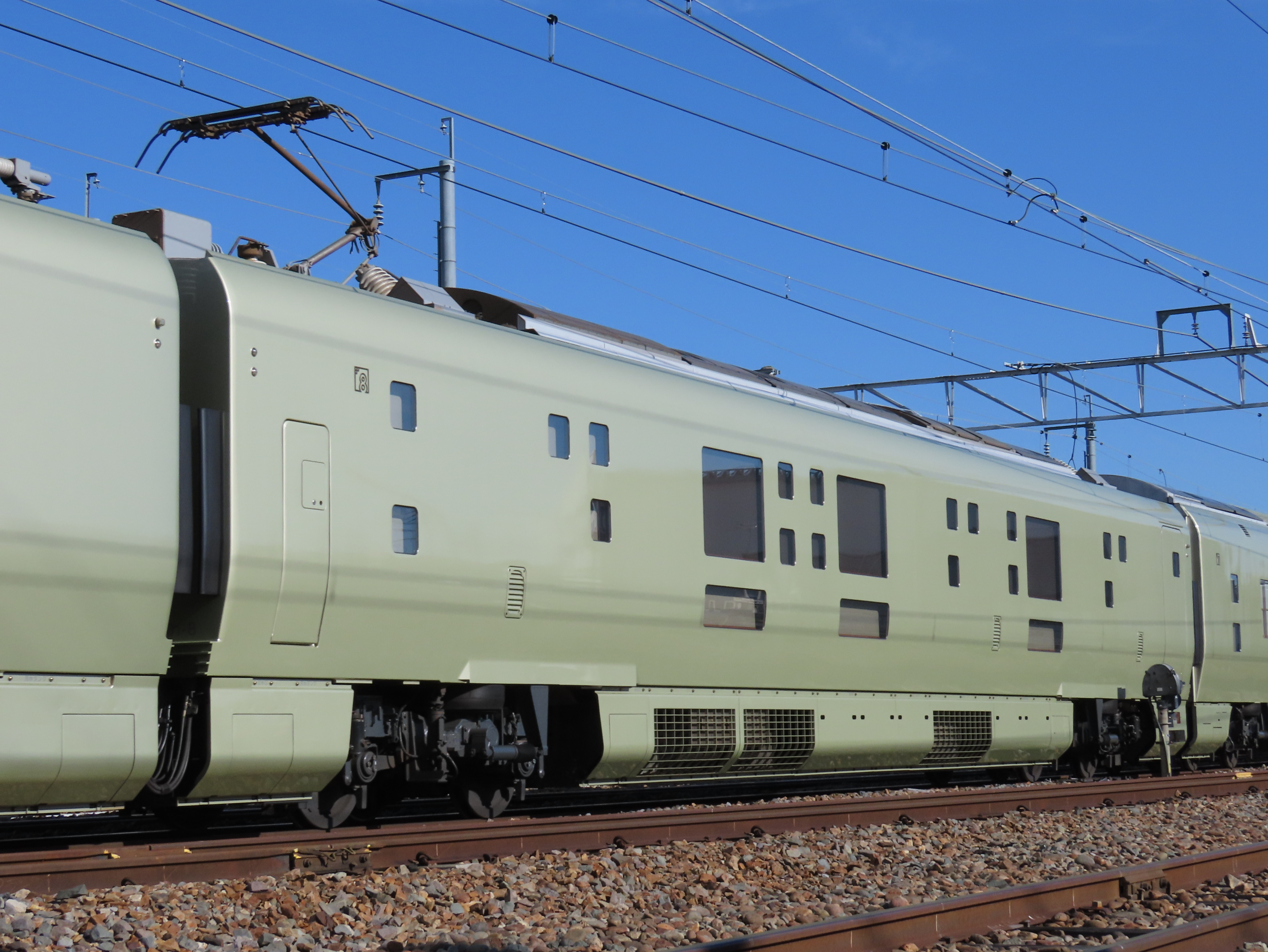
E001-8
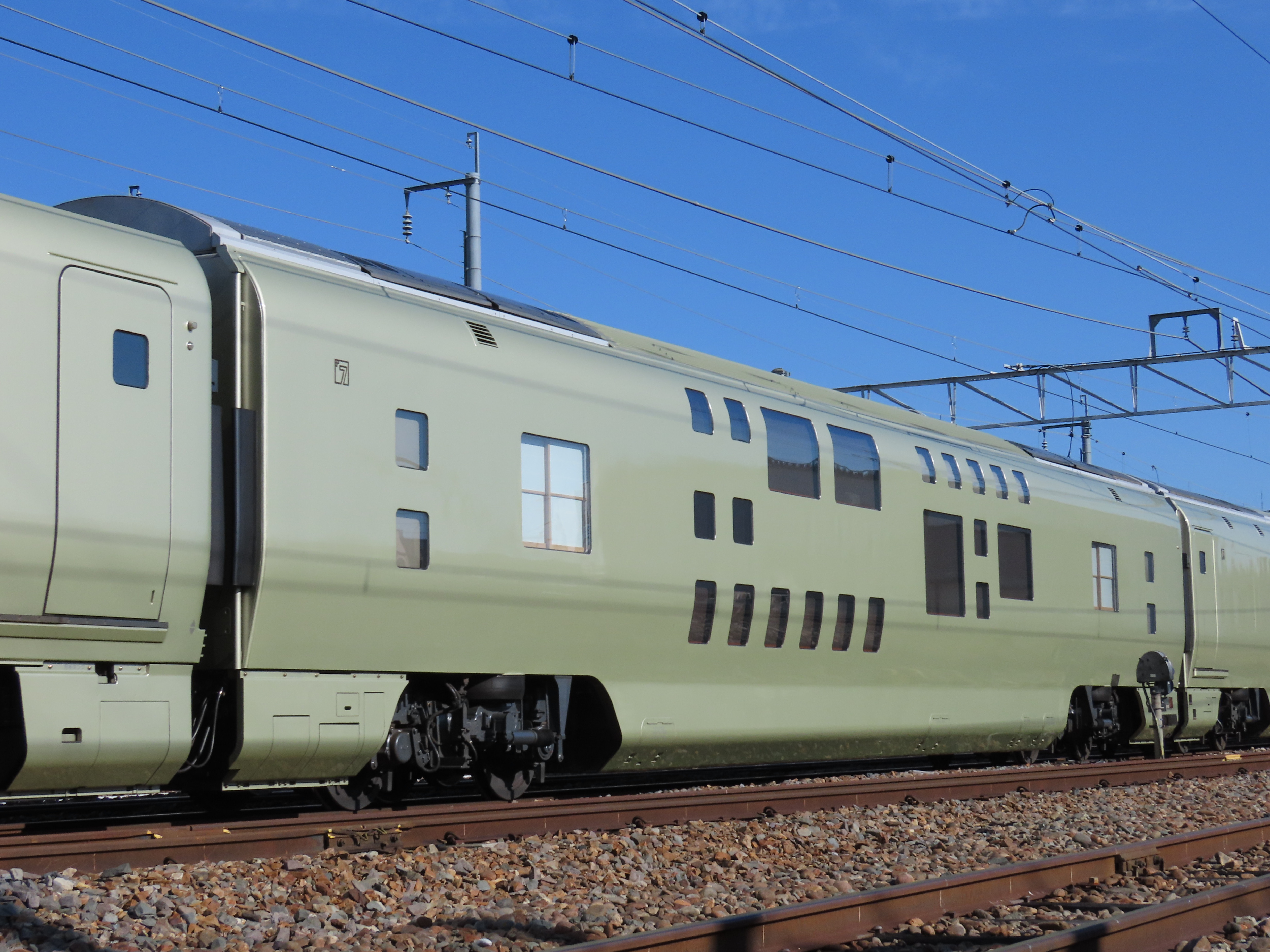
E001-7
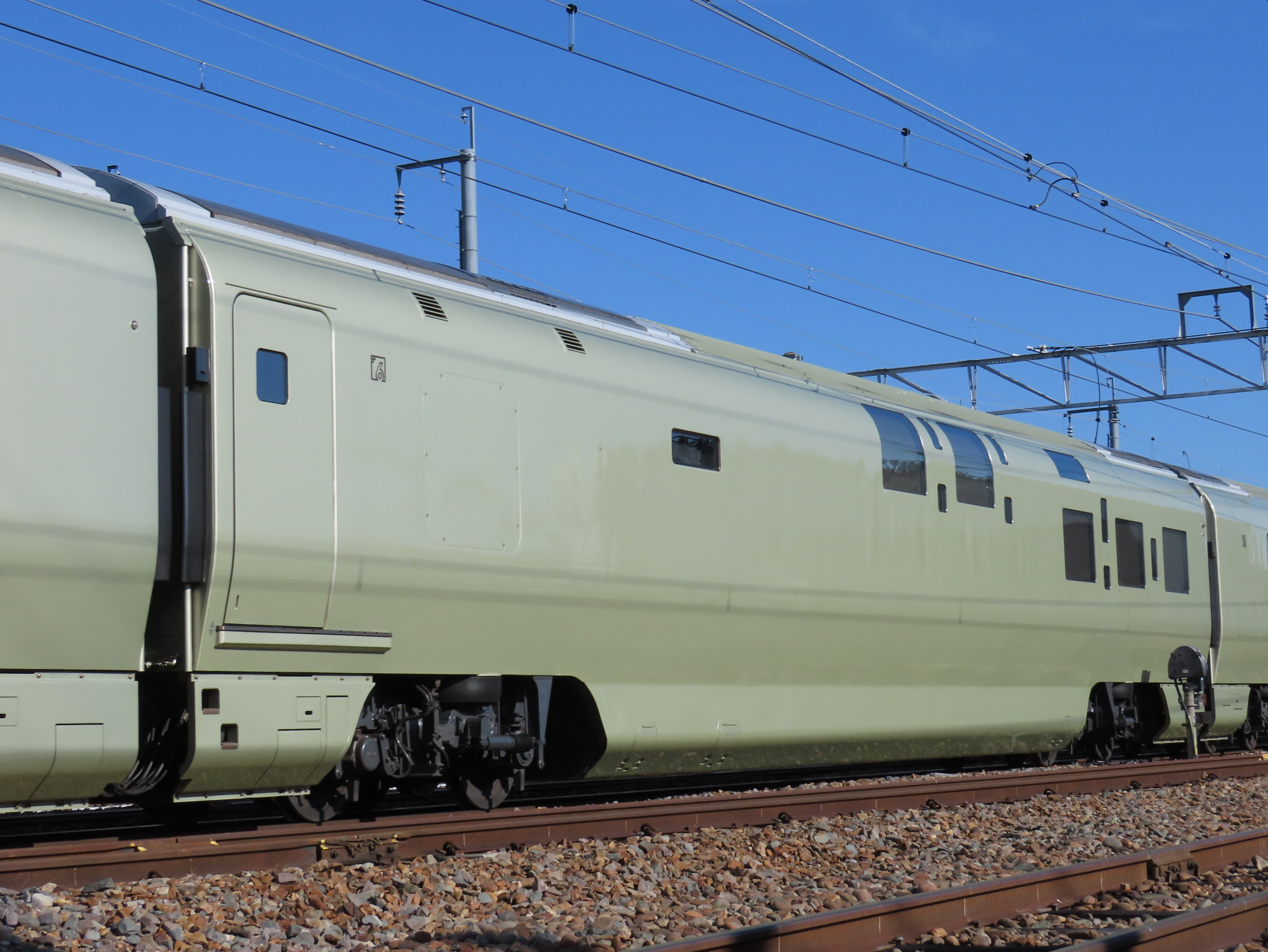
E001-6
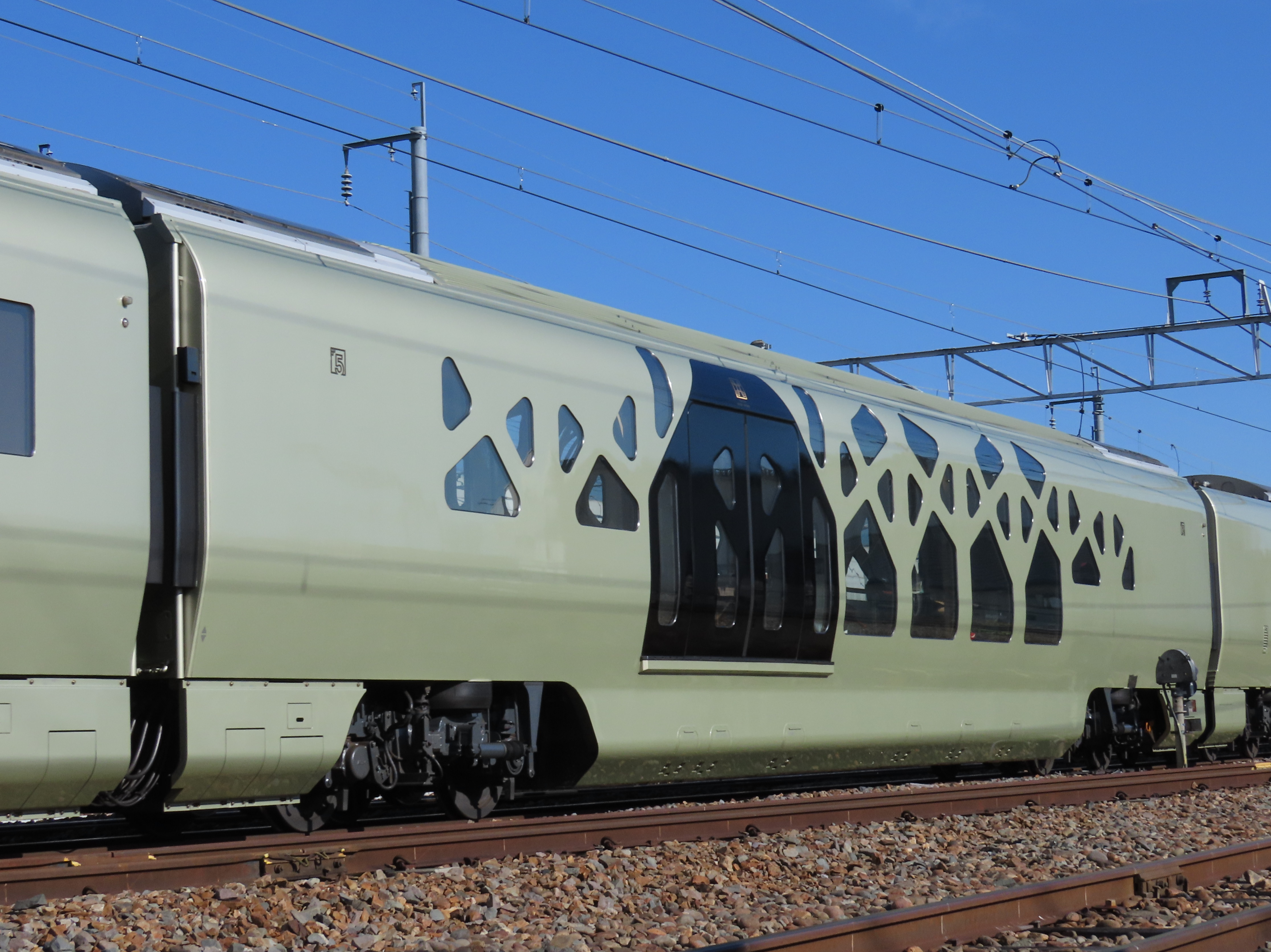
E001-5
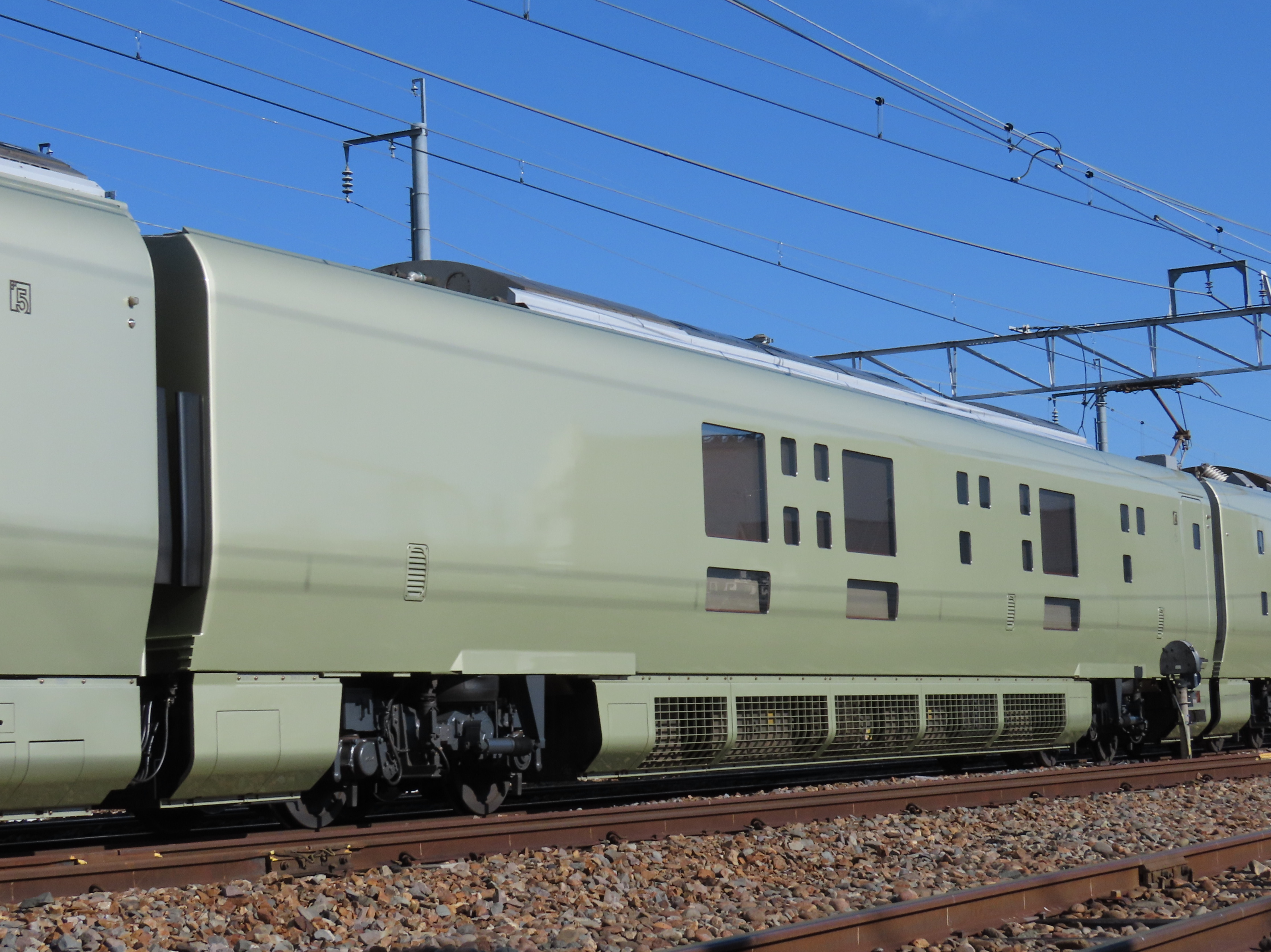
E001-4
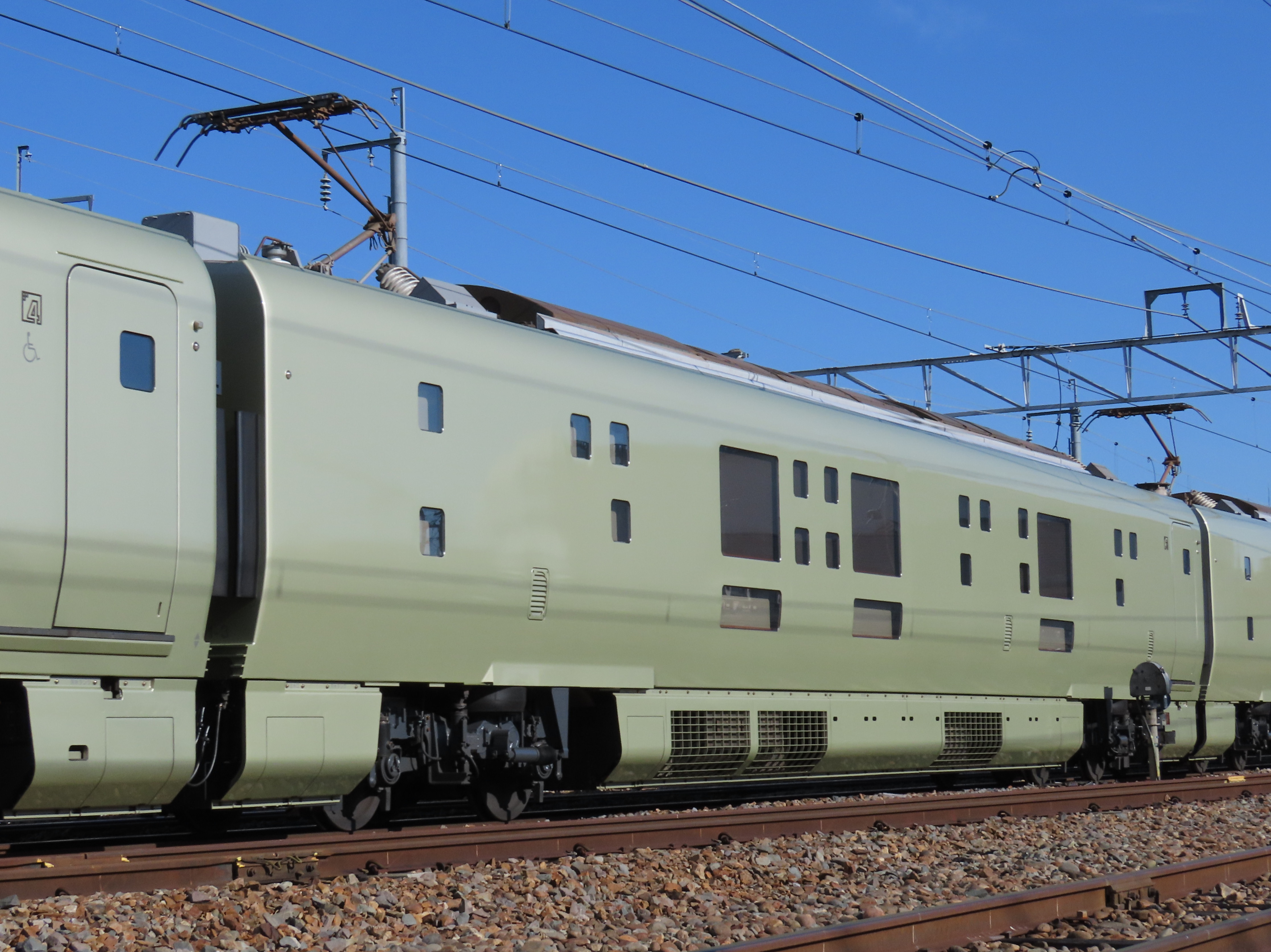
E001-3
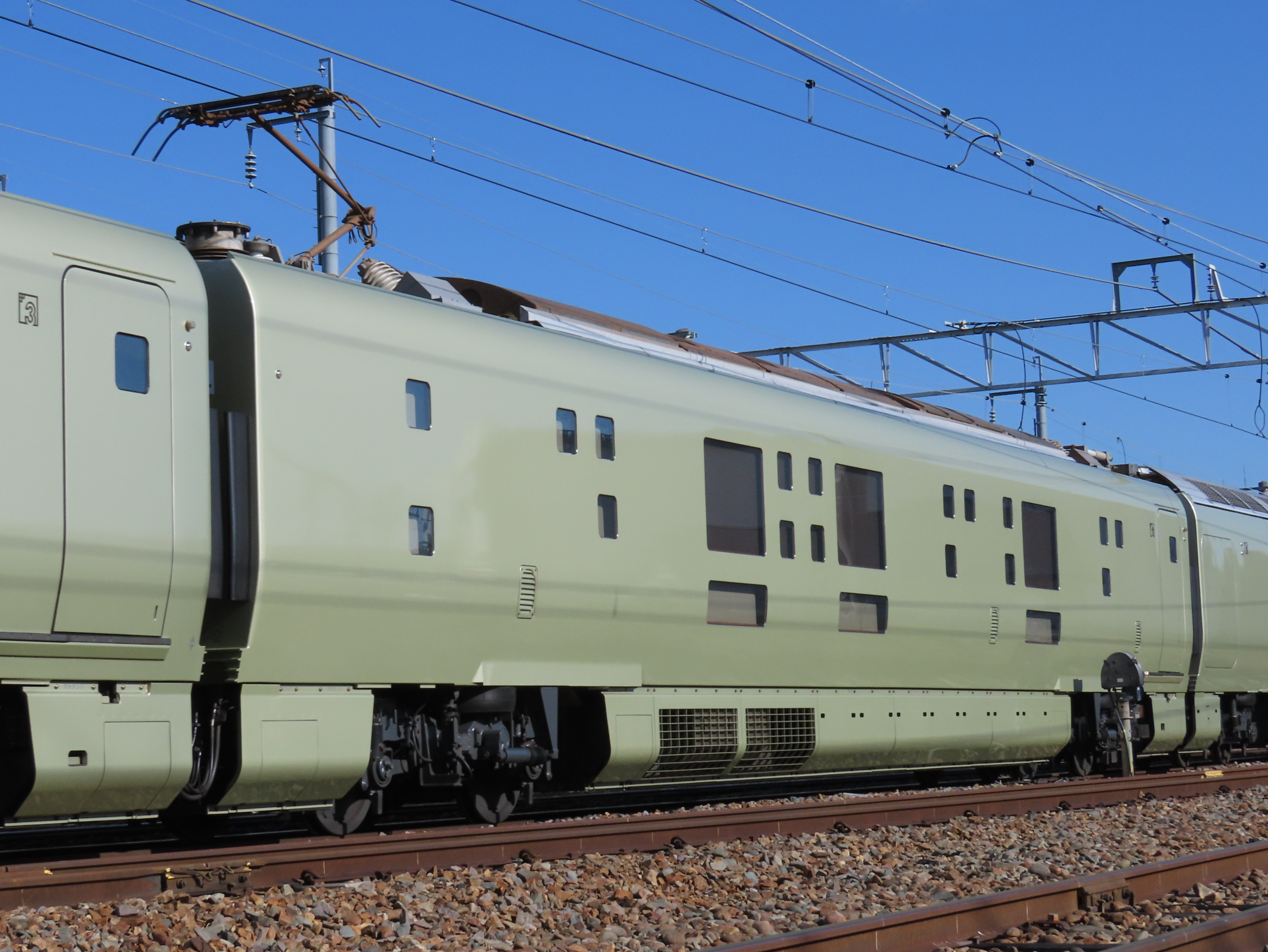
E001-2
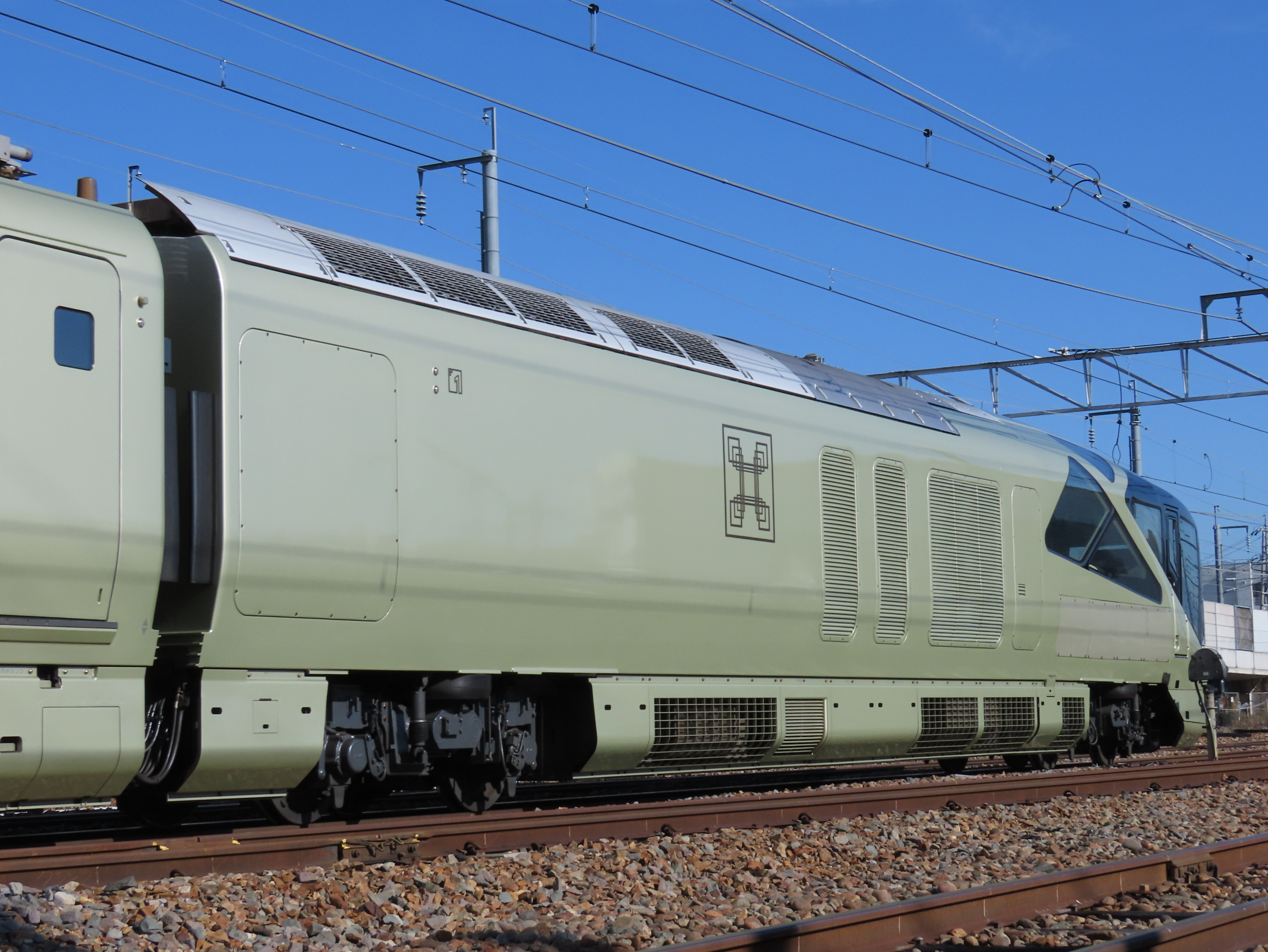
E001-1

## 当列車における上野駅での対応
当列車の運行開始に合わせ、上野駅に専用ラウンジ「プロローグ四季島」が13番線ホーム上に整備され、列車帰着後は「この旅がまだ続く旅」である事を実感させつつ、フェアウェルパーティを行うスケジュールである。また、13番線と14番線の間に当列車専用ホーム（通称「新たな旅立ちの13.5番線ホーム」）を新設する。そして「四季島スイート」「デラックススイート」の乗客には専用ハイヤー・バレーサービスの案内もある。2017年3月に専用ラウンジと専用ホームエントランスが完成した。また、2017年3月31日には中央改札に専用改札が完成している。
運行開始の2017年5月1日には、個人撮影からの乗客のプライバシー保護および混雑防止対策のために、入場規制や14番線に回送列車を配置させる処置がなされ、当面の間、13番線は乗客と関係者しか利用できないようにしている。

## 当列車に向けたバスや列車の改装
当列車に向けて改装された下記のバス・列車を各コース・エリアに対応させて運行する。この改装バスは当列車ツアー以外の目的でも使用される。
- ジェイアールバス関東宇都宮支店
  - 日光エリア
- ジェイアールバス東北
  - 五所川原エリア、会津若松エリア、白石・松島エリア、青森エリア、弘前エリア、一ノ関エリア
- ジェイ・アール北海道バス
  - 函館エリア、ニセコエリア、登別エリア
- 富士急行
  - 塩山エリア
- 庄内交通
  - 鶴岡エリア、あつみ温泉エリア
- 越佐観光バス
  - 燕エリア
- 函館市電
  - 函館エリア

## 担当乗務員

### 運転士
運転士については、走行する線区を担当する乗務員区所の選抜された運転士が担当する。なお、尾久車両センターからの出区は上野統括センター田端乗務ユニットの運転士が担当する（出区後はそのまま上野 - 宇都宮間、もしくは上野 - 八王子間を担当する）。

### 車掌
車掌はJR東日本管内は一括して、本列車専用に組織されたTRAIN SUITE 四季島車掌区（特定の支社に属さない、本社鉄道事業本部モビリティ・サービスユニット直属の組織）が担当する。運転士とは異なり途中での乗務交代はなく、上野を発車し行程を終えて上野に到着するまでを2人の車掌で担当する。ただし、JR北海道管内に乗り入れる場合は、蟹田駅でJR北海道の車掌と交代する。TRAIN SUITE 四季島車掌区には12名の車掌が在籍し、当列車の乗務のみを担当する。また、副区長や副長といった管理職・管理者も車掌として乗務している。JR北海道管内はJR北海道の函館運輸所の車掌が担当する。なお、函館運輸所で当列車を担当できる車掌は7名。

### 制服
乗務員（運転士・車掌・バス運転手）は、通常の制服とは異なる専用の制服・氏名札（運転士と車掌で縁の色が異なる）を着用する。また、各社の社章に代えて組紐を左襟に着けている。組紐は運転士（列車・バスとも）が白、車掌が赤。
なお、JR東日本・JR北海道・ジェイアールバス関東・ジェイアールバス東北とも同一の制服を着用する。